# Paravūr
Paravūr är en ort i Indien.   Den ligger i distriktet Thiruvananthapuram och delstaten Kerala, i den södra delen av landet, 2 200 km söder om huvudstaden New Delhi. Paravūr ligger 5 meter över havet och antalet invånare är 38 946.
Terrängen runt Paravūr är platt. Havet är nära Paravūr åt sydväst. Runt Paravūr är det mycket tätbefolkat, med 1 517 invånare per kvadratkilometer. Närmaste större samhälle är Quilon, 16,7 km nordväst om Paravūr. Omgivningarna runt Paravūr är en mosaik av jordbruksmark och naturlig växtlighet.